# Eichholz (Lindlar)
Eichholz ist ein Ortsteil der Gemeinde Lindlar, Oberbergischen Kreis im Regierungsbezirk Köln in Nordrhein-Westfalen (Deutschland). 

## Lage und Beschreibung
Eichholz liegt östlich von Lindlar zwischen Altenrath und Horpe an der Landesstraße 299. Östlich der Ortschaft fließt der Horpebach. 

## Geschichte
1534 wurde der Ort im „Bruderschaftsbuch der Marienbruderschaft“ das erste Mal urkundlich erwähnt. Die Schreibweise der Erstnennung war: Eychholz. Der Name deutet darauf hin, dass Eichholz in der Frühzeit der Besiedelung Lindlars durch Rodung entstand.
Carl Friedrich von Wiebeking benennt die Hofschaft auf seiner Charte des Herzogthums Berg 1789 als Holtz. Aus ihr geht hervor, dass der Ort zu dieser Zeit Teil der Honschaft Breun im Kirchspiel Lindlar war.
Ab der Preußischen Neuaufnahme von 1894/96 ist der Ort auf Messtischblättern regelmäßig als Eichholz verzeichnet.
Nach dem Zusammenbruch der napoleonischen Administration und deren Ablösung gehörte der Ort zur Bürgermeisterei Lindlar im Kreis Wipperfürth.
Die Gemeinde- und Gutbezirksstatistik der Rheinprovinz führt Eichholz 1871 mit einem Wohnhaus und vier Einwohnern auf. Im Gemeindelexikon für die Provinz Rheinland von 1888 werden für Eichholz ein Wohnhaus mit elf Einwohnern angegeben. 1895 besitzt der Ort ein Wohnhaus mit neun Einwohnern, 1905 werden zwei Wohnhäuser und 20 Einwohner angegeben.
1928 erhielt Eichholz die erste öffentliche Fernsprechanlage.

## Busverbindungen
Haltestelle Eichholz: 
- 316 Lindlar – Remshagen – Neuremscheid – Strombach – Gummersbach Bf. (OVAG)
- 332 Wipperfürth – Lindlar – Remshagen – Engelskirchen Bf. (OVAG)